# Thandiswa

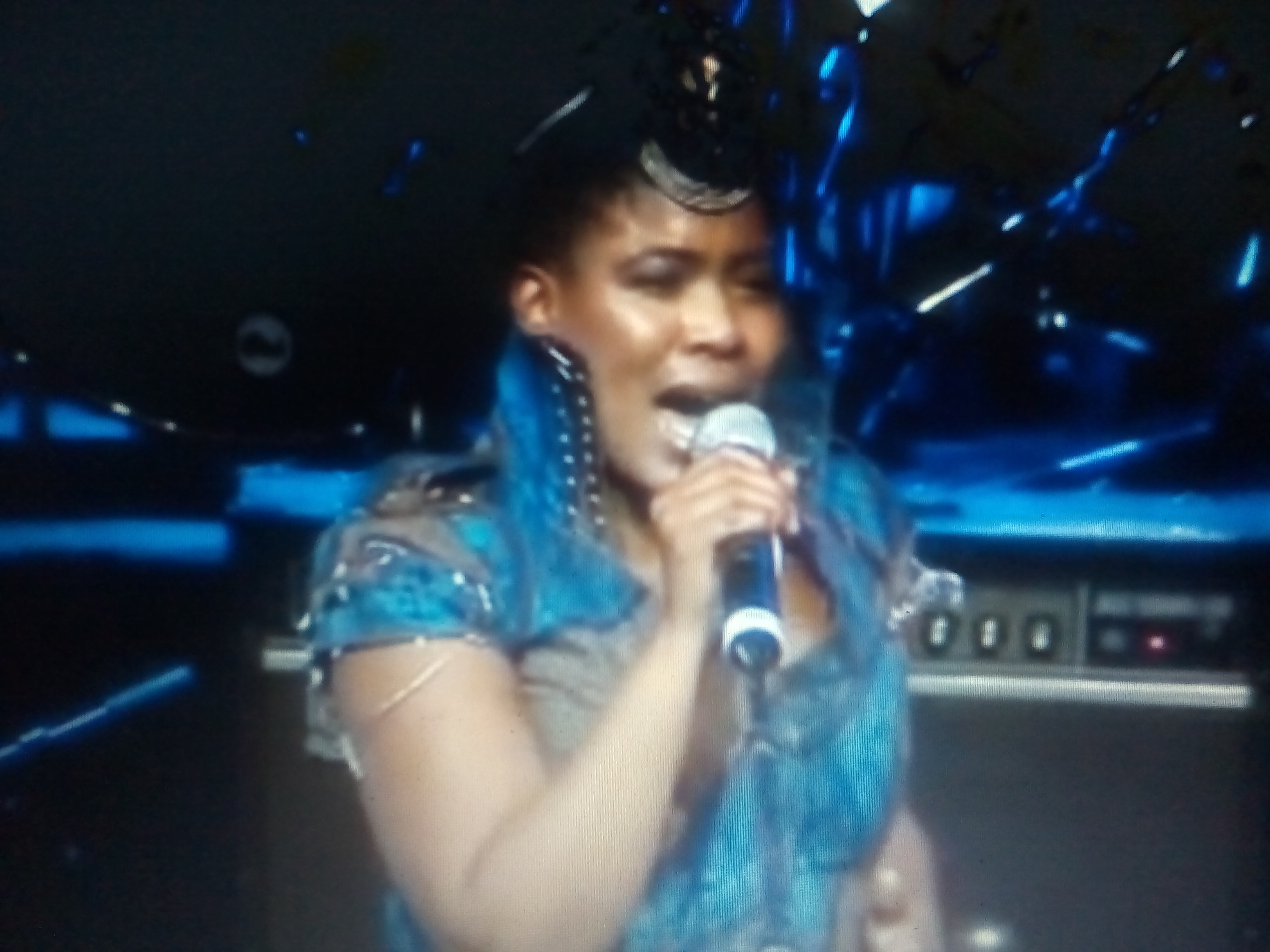
Thandiswa apresentando-se em 2015

Thandiswa Mazwai (também conhecida como Thandiswa) é uma artista sul-africana, ex-vocalista e compositora da banda Bongo Maffin. Sua carreira musical começou em um programa de talentos da África do Sul chamado "Shell Road to Fame".
Por seu trabalho no Bongo Maffin, Thandiswa é hoje considerada uma das fundadoras da cena musical Kwaito. Dentre os álbuns de sua carreira-solo, destaca-se o "Zabalaza" (2007). Boa parte de suas canções estão em Xhosa, sua língua nativa.

## Links
- Website Oficial (em inglês)